# Associazione Calcio Milan (femenino)
El Associazione Calcio Milan, conocido como Milan Women, es un club de fútbol femenino de la ciudad de Milán, Italia. Es la sección femenina del A.C. Milan. Fue establecido en el 2018 luego de que el club adquirió el cupo del ACF Brescia Femminile en la Serie A.

## Historia
El club comenzó a jugar en la temporada 2018-19 de la Serie A, luego de que el AC Milan adquirió el cupo del Brescia Femminile. Carolina Morace, 12 veces máxima goleadora de la Serie A y primera mujer en ser incluida en el Salón de la Fama del Fútbol Italiano, fue nombrada primera entrenadora del equipo. En su primera temporada, el club logró el tercer lugar en la clasificación general, y Valentina Giacinti fue la goleadora de la temporada con 21 goles.
El 25 de junio de 2019, Maurizio Ganz fue nombrado nuevo entrenador del equipo por dos años.

## Secciones deportivas
- Associazione Calcio Milan